# Pirates of the Sea
Pirates of the Sea – zespół łotewski reprezentujący Łotwę na Konkursie Piosenki Eurowizji w 2008.
Zespół składa się z trzech członków: włoskiego wokalisty mieszkającego na Łotwie Roberta Meloniego, tancerki Aleksandry Kurusovej i prezentera telewizyjnego Jānisa Vaišļy.
Konkursowa piosenka zespołu została napisana przez 4 Szwedów. 1 marca wygrała finały narodowe.